# Casa de Nariño
La Casa de Nariño o Palacio de Nariño es la residencia oficial y principal sede de trabajo del presidente de la República de Colombia, ubicada en el centro histórico de la ciudad capital de Bogotá.
El Palacio de Nariño o de la Carrera (como se lo llamaba antiguamente), fue inaugurado el 20 de julio de 1908 por el general Rafael Reyes y construido en los predios de la casa natal de Antonio Nariño. El diseño estuvo a cargo de los arquitectos Gastón Lelarge y Julián Lombana.
En 1979 fue reinaugurado después de anexarle nuevas construcciones. El palacio alberga obras de arte y mobiliario de diferentes épocas de la historia colombiana.
En sus jardines se encuentra el primer Observatorio Astronómico construido en América, diseñado y levantado en 1803 por el arquitecto capuchino Domingo de Petrés y cuyo primer director fue José Celestino Mutis.

## Historia
La casa ubicada a mitad de la Primera Calle de la Carrera se conoció como Palacio de la Carrera, inmueble situado en el costado occidental de la actual carrera séptima entre las calles octava y novena. La compró Vicente Nariño en 1754 por 5200 patacones, y allí vivió con su familia: su esposa, Catalina Álvarez, y sus hijos, durante aproximadamente 30 años, hasta el deceso de Vicente, cuando heredaron la casa su esposa e hijos, según el testamento de 1778.

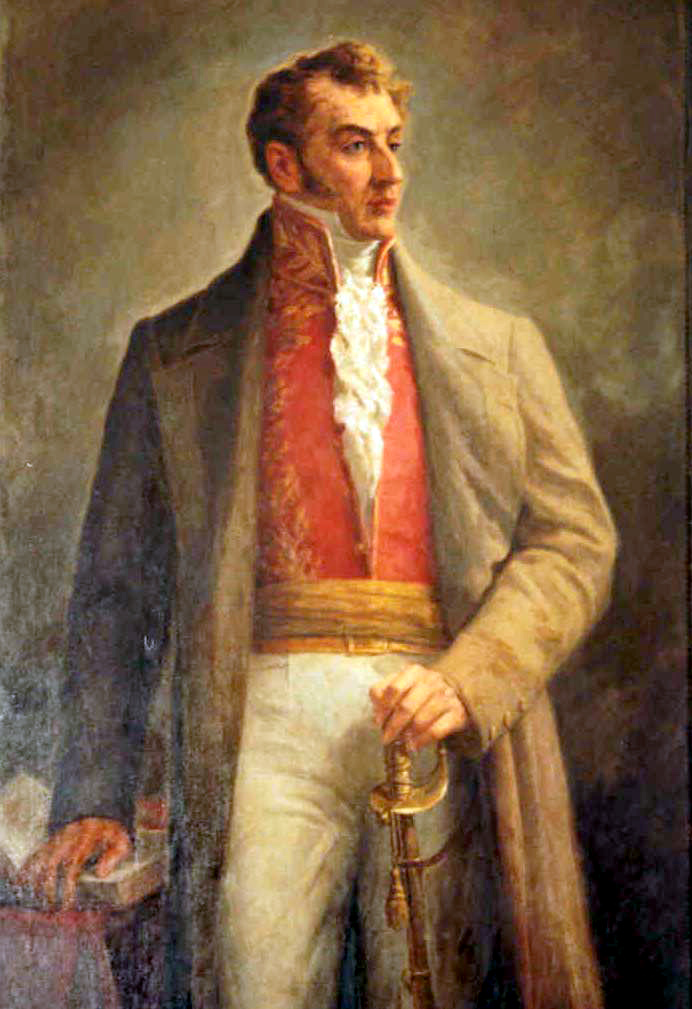
Retrato de Antonio Nariño en el despacho presidencial. Nariño realizó en 1793, la primera traducción americana de los 17 artículos al español de la Declaración de los Derechos del Hombre y del Ciudadano.

El 9 de abril de 1765, nació en esta casona el tercero de los ocho hijos de la familia, Antonio Nariño y Álvarez, prócer de la independencia colombiana y traductor de la Declaración de los Derechos del Hombre y del Ciudadano del francés al español. Después de la familia de Nariño, la propiedad fue adquirida por diversos habitantes entre quienes se cuenta la hija del administrador de la Casa de Moneda, Juana Inés Prieto y Ricaurte.
El primer palacio presidencial en donde despachó Simón Bolívar tras la independencia de Colombia fue el antiguo Palacio de los Virreyes, que estaba ubicado en el costado occidental de la Plaza Mayor de Bogotá (en donde actualmente está el Palacio Liévano). El 16 de noviembre de 1827 ocurrió uno de los terremotos más intensos en la historia de la ciudad, el cual dejó parcialmente destruido el Palacio de los Virreyes. Por esta razón, Simón Bolívar autorizó comprarle a Juan Manuel Arrubla el Palacio de San Carlos y trasladar el despacho presidencial y la residencia oficial a la mencionada propiedad. El 23 de octubre de 1885, durante el gobierno del presidente Rafael Núñez, la Ley 85 ordenó comprar la casa para convertirla en el Palacio Presidencial, por su belleza, historia y cercanía del Capitolio Nacional.
El 9 de abril de 1906, el presidente de la República, general Rafael Reyes, contrató a Remigio Díaz para la demolición y reconstrucción del Palacio de la Carrera para que fuera la nueva sede de gobierno, la cual se construyó con planos del arquitecto francés Gastón Lelarge, modificados por el arquitecto colombiano Julián Lombana. Para la obra se extendió el predio hasta la Carrera Octava, se reestructuró el interior a dos pisos, se diseñaron amplios salones y se construyó su fachada en piedra tallada y labrada; los trabajos completos de ornamentación estuvieron a cargo del suizo Luigi Ramelli. Fue la sede de gobierno de Colombia desde el 20 de julio de 1908. Para darle seguridad a la nueva sede de gobierno y evitar golpes de estado, el general Rafael Reyes dio la orden de comprar varias casas al costado sur, para ubicar el Batallón Guardia Presidencial. En el gobierno de Eduardo Santos, se construyeron el tercer piso y la azotea en donde se encuentra un helipuerto. La sede de gobierno se mantuvo en el Palacio de la Carrera hasta 1954, cuando el general Gustavo Rojas Pinilla ordenó el regreso de la Presidencia al Palacio de San Carlos (actual sede de la Cancillería).

### Remodelación
En 1972 se propone una ampliación y remodelación del edificio, la cual se efectúa durante el gobierno de Alfonso López Michelsen, entre 1974 y 1978. En estos trabajos se decide conservar la fachada original de la casa donde nació Antonio Nariño sobre la Carrera Séptima y su estructura interna, pero se rediseña el resto de la edificación incluyendo los jardines exteriores con el Observatorio Astronómico anexo, la plaza de armas, el pórtico de estilo neoclásico y el conjunto del palacio hacia el occidente que dejó aislada la edificación. La obra de restauración estuvo a cargo del arquitecto Fernando Alsina, quien era interventor del Ministerio de Obras Públicas, de la mano del arquitecto bogotano Álvaro Gómez Rincón, y en ella fue necesario demoler algunas propiedades anexas al palacio como la casa de la Expedición Botánica, la administración de correos y la casa de Camilo Torres, entre otras. El costo total de las obras fue de 250 millones de pesos colombianos.
Durante esta época un buen número de edificios contiguos a la Casa de Nariño fueron declarados Monumentos Nacionales de Colombia, incluyendo el Observatorio Astronómico, el Capitolio Nacional, el Palacio Echeverri, la Iglesia de San Agustín, el Claustro de San Agustín, la Iglesia de Santa Clara, el Colegio Mayor de San Bartolomé, la Plaza de Bolívar y el sector histórico de La Candelaria.
El traslado de la presidencia nuevamente a la Casa de Nariño tomó cerca de diez meses entre 1979 y 1980, y su reinauguración se realizó bajo el gobierno de Julio César Turbay. El 1 de abril de 1979, el Banco de la República lanzó al mercado la primera serie de billetes de 1000 pesos, en la cual se apreciaba la imagen de la Casa de Nariño en el reverso. Así mismo, el 11 de diciembre de 1979 se realizó la primera emisión de la televisión a color en Colombia con una transmisión de un discurso del presidente Turbay seguido de imágenes del recién restaurado Palacio Presidencial.
En la posesión presidencial de Álvaro Uribe Vélez el 7 de agosto de 2002, un cohete de fabricación artesanal impactó en la cornisa de la fachada occidental de la Casa de Nariño y tres soldados resultaron heridos como consecuencia de atentados terroristas, que en el resto del centro de la ciudad contabilizaron un total de 13 muertos. Las consecuencias del impacto no fueron graves y se repararon rápidamente, pero obligaron al incremento de la seguridad en la zona.
El 9 de marzo de 2007 se registró el robo del cuadro “El Cóndor”, pintado en 1971 por Alejandro Obregón y que habitualmente adorna el Salón del Consejo de Ministros del Palacio. Pocas horas más tarde se descubrió que un sargento que pertenecía al cuerpo de seguridad presidencial lo había hurtado y que la pintura se encontraba escondida en una casa del barrio San Victorino, en donde fue recuperada.

## Contexto urbano

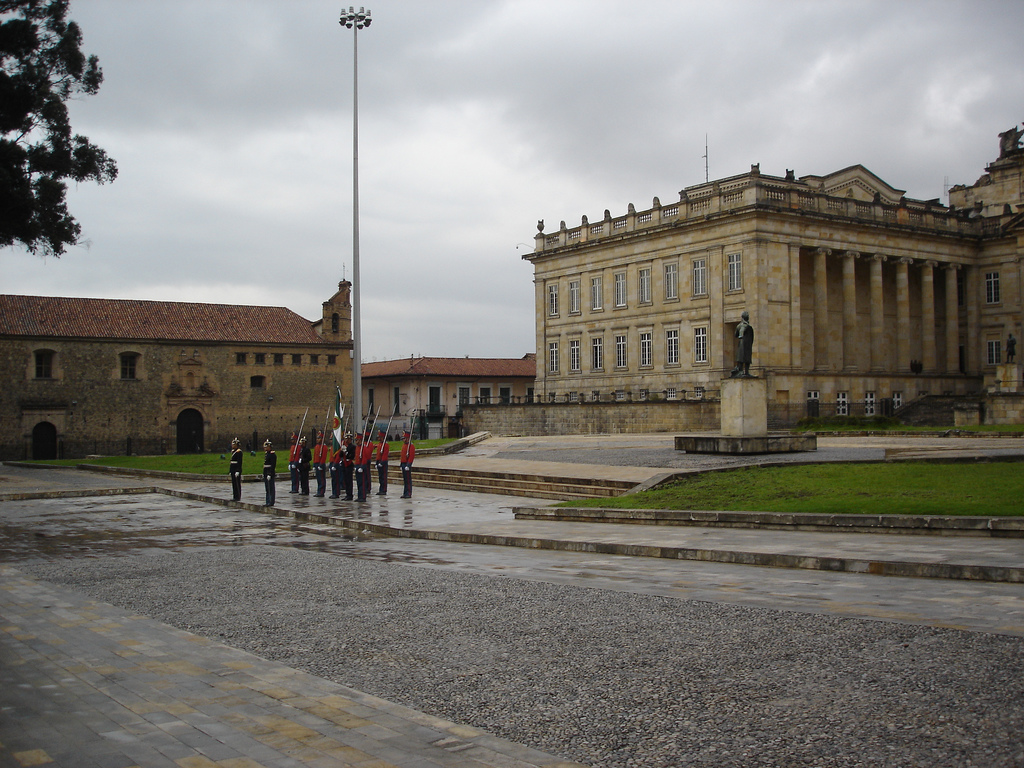
Vista parcial del Patio Núñez frente al Capitolio.

La Casa de Nariño se encuentra sobre la calle séptima entre las carreras séptima y octava, en el sector de La Candelaria, centro histórico de Bogotá. Al costado sur se encuentran la Iglesia de San Agustín y el edificio del Ministerio de Hacienda y Crédito Público, en el lugar donde se ubicaba el convento de la Orden de San Agustín y la estatua de Antonio José de Sucre y en donde funcionó la primera sede de la Escuela Militar de Cadetes entre 1907 y 1915.
Por la actual calle séptima al sur de la Casa de Nariño cruzaba el río San Agustín entre los puentes de San Agustín, en la carrera Séptima y el Giral, en la Octava, que eran los que comunicaban la ciudad; el río fue canalizado en 1909 y cubierto por la Calle Séptima en 1979. Con la ampliación de la calle, el monumento de Sucre se trasladó a la plazoleta de Ayacucho, ubicada al costado oriental de la Casa de Nariño.
Al costado oriental por la carrera séptima se encuentra el Palacio Echeverry (antiguo Hotel Imperial), la Plaza de Ayacucho y el Edificio Administrativo de la Secretaría de la Presidencia de la República o Departamento Administrativo de la Presidencia. Al costado occidental por la carrera octava está el Claustro de San Agustín (sede del Sistema de Patrimonio y Museos de la Universidad Nacional de Colombia) y el edificio de la Vicepresidencia de la República; el costado de la carrera octava se levanta sobre el sitio donde se ubicaban las casas de Camilo Torres y de la Expedición Botánica.
Hacia el costado norte frente al pórtico neoclásico se encuentra la Plaza de Armas, la estatua de Antonio Nariño y el Patio de Rafael Núñez, los cuales conducen directamente al Capitolio Nacional de Colombia, construido entre 1847 y 1926 y sede del Congreso de la República.

## Descripción

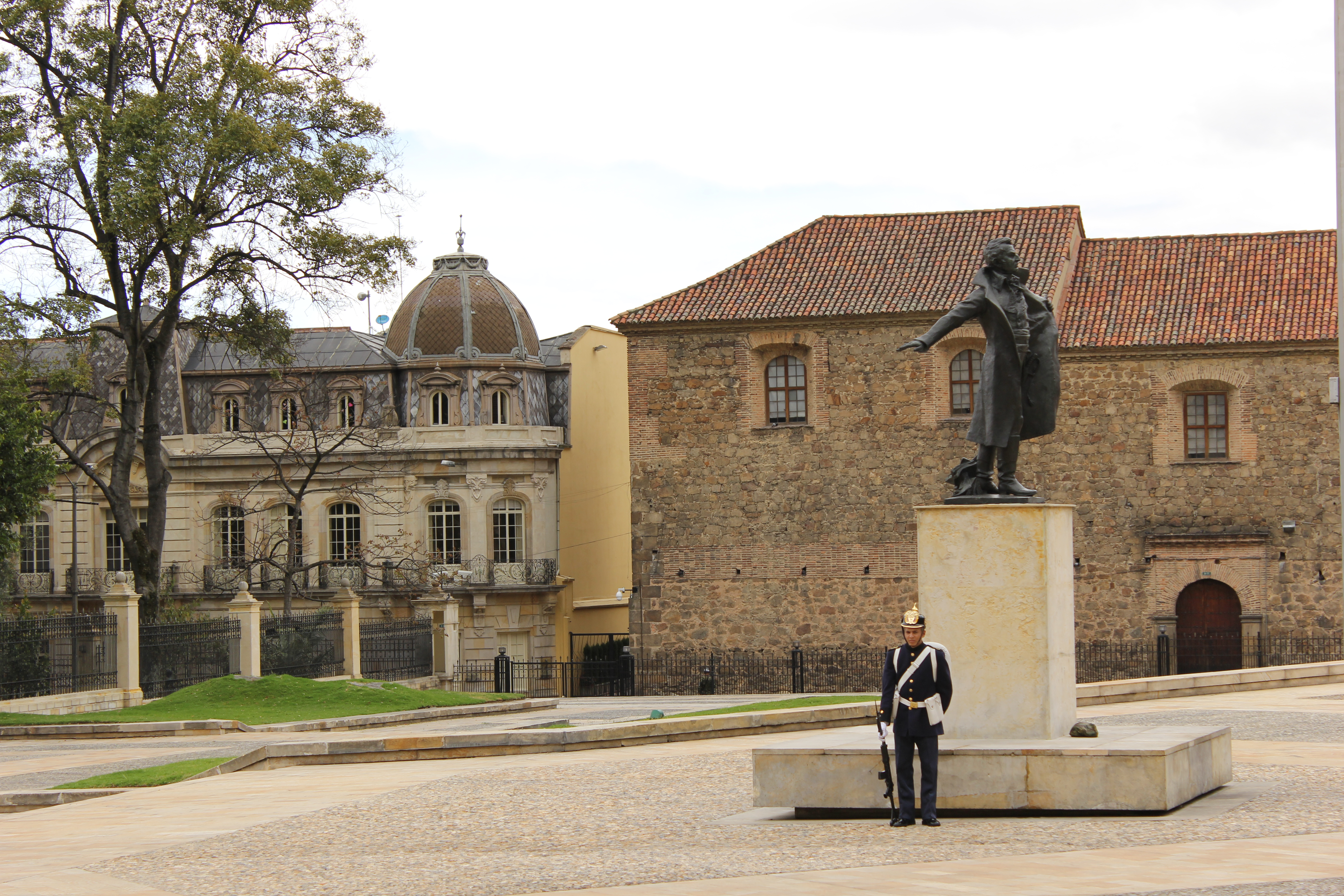
Estatua de Antonio Nariño en el Patio Núñez del Palacio.

En la fachada norte del palacio se encuentra la Plaza de Armas, lugar donde se da recibimiento y se brindan honores militares a las más ilustres personalidades que visitan el país. Al costado norte de la plaza se encuentran dos esculturas: una réplica de la litoescultura antropomorfa precolombina llamada El dios de la muerte, cuyo original se encuentra en el Parque Arqueológico de San Agustín, y una escultura elaborada por Edgar Negret en 1979 que tiene por nombre Vigilantes, la cual está compuesta por 10 láminas de aluminio rojas dobladas, y está dedicada al amor y los sentimientos. Al costado oriental se destacan la fuente y el asta de la bandera de Colombia.
Sobre el costado occidental de la Plaza de Armas se encuentra el Observatorio Astronómico diseñado y levantado por el arquitecto capuchino Domingo de Petrés del 24 de marzo de 1802 al 20 de agosto de 1803, y cuyo primer director fue José Celestino Mutis. El observatorio es el más antiguo de América y en él se reunieron los líderes de los primeros movimientos conspiradores que planearon el Grito de Independencia. Actualmente pertenece a la Universidad Nacional de Colombia.
En la Plaza de Armas se realiza el tradicional cambio de guardia todos los lunes, miércoles, viernes y domingos a las 4:30 p. m., a cargo del Batallón de Infantería N.º 37 (Batallón Guardia Presidencial). La parada militar de los integrantes del Batallón Guardia Presidencial es uno de los actos que más atraen en la Plaza de Armas de la Casa de Nariño. En el extremo norte de la Plaza de Armas, frente al Patio Núñez del Capitolio Nacional, se destaca una estatua de Antonio Nariño elaborada por el escultor francés Henri-Léon Gréber en 1910, y que fue reubicada el 19 de julio de 1980.

### Primer nivel

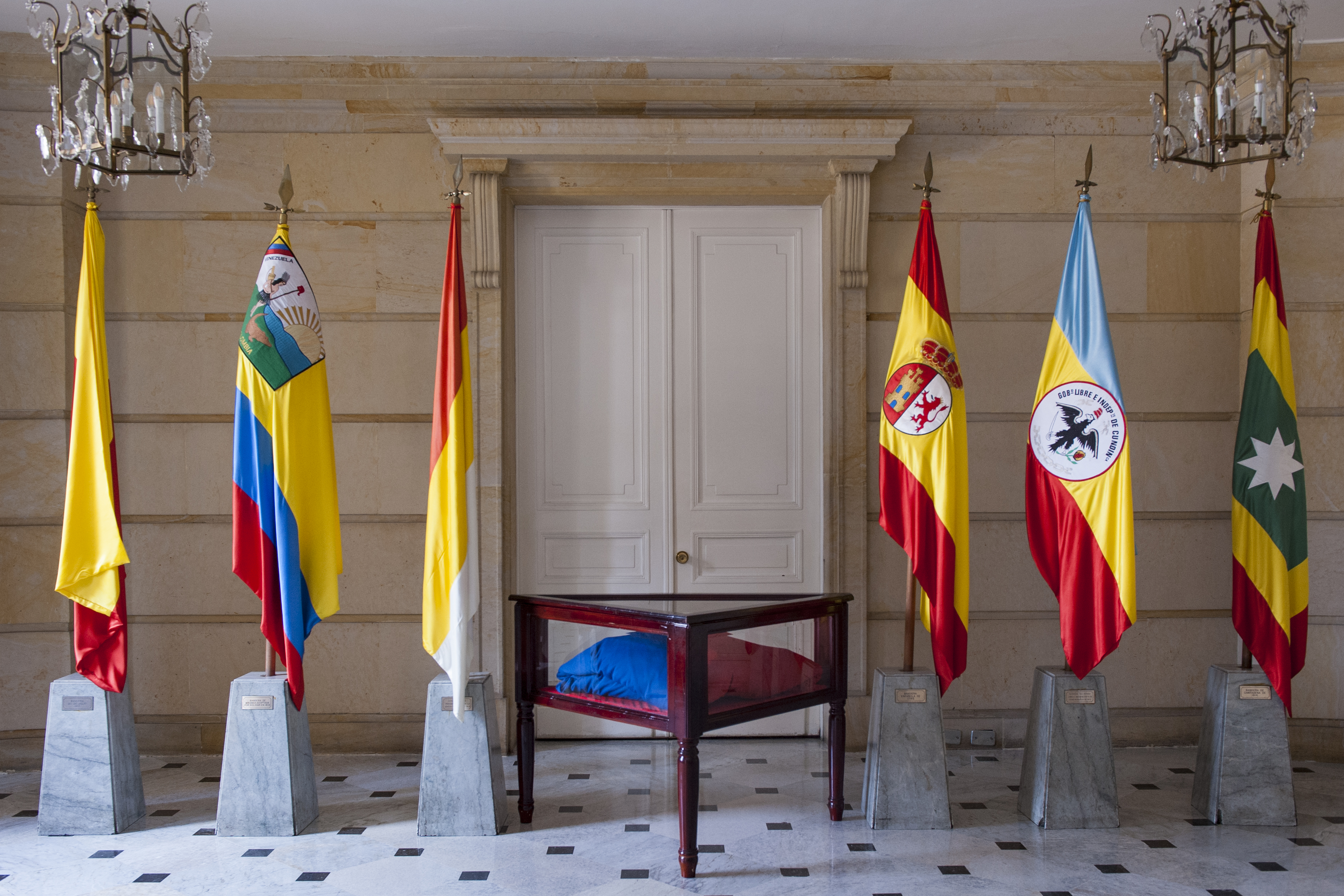
Hall de Banderas.

Al entrar a Palacio, se encuentra el hall de banderas, donde están las banderas de las Fuerzas Militares de Colombia en el siguiente orden: bandera de la Fuerza Aérea de Colombia, Ejército de Colombia, Armada de Colombia, Policía Nacional de Colombia, y en el centro se ubica la bandera del Comando Central.
Al frente de las banderas militares se encuentran la bandera de Cartagena de Indias, la del Estado Libre de Cundinamarca, la de España, la bandera creada por Francisco Miranda, las de las Provincias Unidas de la Nueva Granada y por último la bandera del 20 de julio, actual bandera de Bogotá.

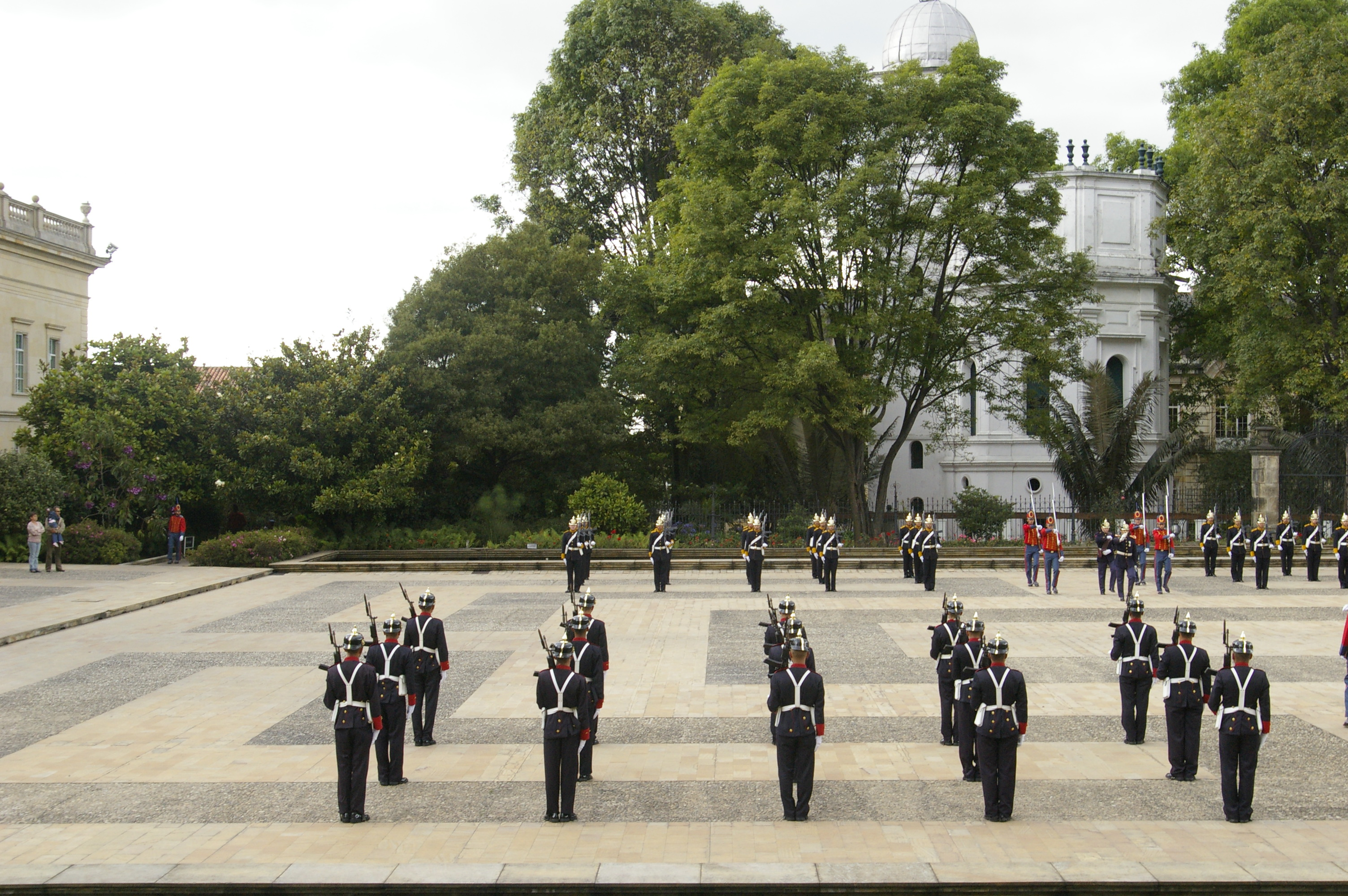
Entrada al Patio de Armas del Palacio de Nariño.

A continuación se encuentra el salón de los bargueños o de los baúles, que sirve como sala de espera para los visitantes. Los baúles de este salón fueron propiedad de Simón Bolívar, y en ellos llevaba en sus viajes importantes documentos de guerra; también se encuentra un cuadro de Cristo elaborado por Gregorio Vásquez de Arce y Ceballos.
Otra particularidad del palacio es el salón Luis XV, o salón Carlos Holguín, llamado así por la pintura al óleo del expresidente Carlos Holguín Mallarino; también se encuentra en este salón la pintura al óleo del expresidente General Rafael Reyes. El acabado es de estilo Luis XV; en el techo hay una lámpara de cristal de Murano con incrustaciones en bronce.
Saliendo del salón Luis XV se encuentra el Patio de los Novios, que era en donde entraban los carruajes en la construcción original; allí se conserva la fuente original de la casa y sobre una fachada la escultura llamada Anudamiento, de Edgar Negret. La galería de los retratos de los presidentes se encuentra en el pasillo posterior a este patio, en donde se pueden contar 25 cuadros de los mandatarios colombianos durante los últimos 100 años. Al fondo, la sala de conferencias es el lugar en donde se realizan ruedas de prensa y alocuciones oficiales del presidente. El primer piso se complementa con la entrada por la Carrera Séptima, en donde se encuentra una escultura romana del dios Silvano, elaborada en el siglo II y donada por el gobierno de Italia en 1956. Frente a la entrada se encuentra la escalera de honor, que conduce al segundo nivel de la casa, la cual hacía parte del Palacio de la Carrera original, adornada por dos pequeñas esculturas de bronce que representan a los guerreros moros Otelo y Lemir.

### Segundo nivel

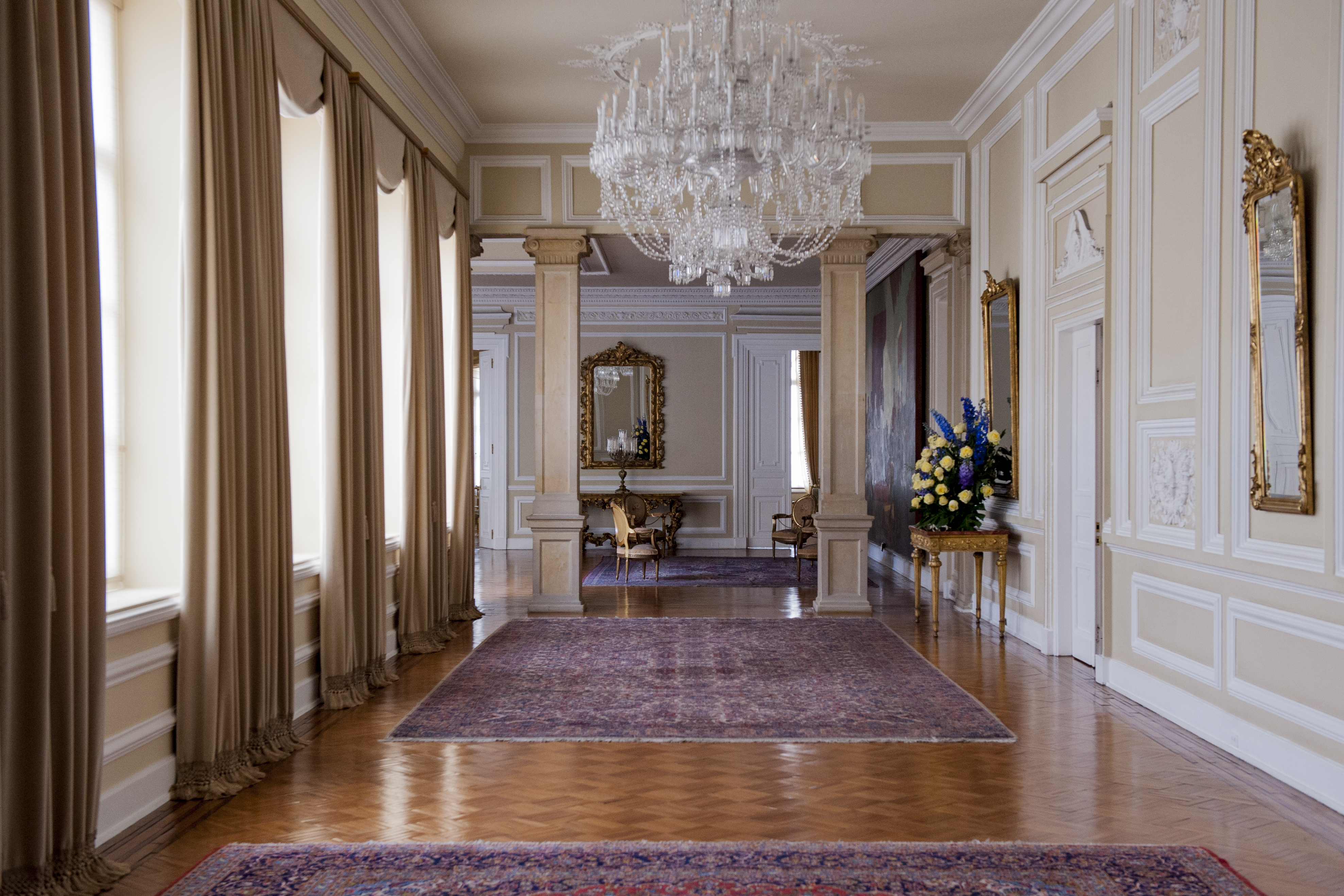
Segundo Nivel de la Casa de Nariño.

Al subir la escalera hay una antesala en donde se puede observar un cuadro que representa el discurso de Simón Bolívar durante la instalación del Congreso de Angostura, obra de Tito Salas. Además, hay un piano alemán que perteneció a Manuelita Sáenz, dos bustos de mármol que representan a Simón Bolívar y a Francisco de Paula Santander elaborados por Pietro Tenerani, y un cuadro de la Virgen del Carmen. Frente a las escaleras se encuentra el Salón Amarillo, en donde presentan al presidente las credenciales los embajadores de otros países y representantes diplomáticos; este salón conserva el piso original en guadua y fue decorado por Luigi Ramelli. En el Salón de los Gobelinos se destacan los tapices elaborados en Francia en el taller de los hermanos Gobelín.

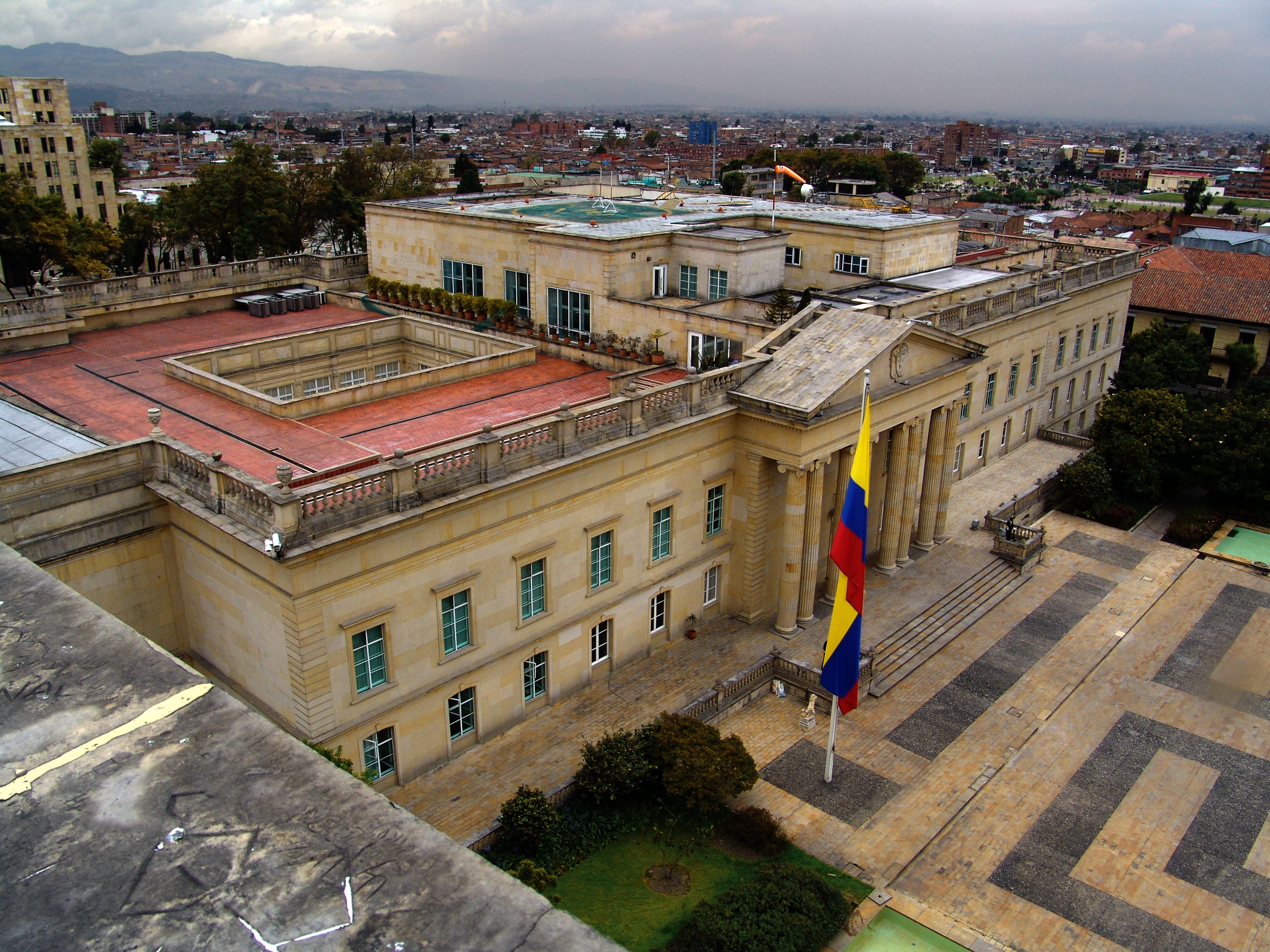
Costado Norte de la Casa de Nariño.

El Salón del Consejo de Ministros es el lugar de reunión del presidente con sus ministros, y se encuentra decorado con el cuadro El Cóndor de Alejandro Obregón, los retratos de Camilo Torres, Jorge Tadeo Lozano, Domingo Caicedo y Joaquín Mosquera, y con el cuadro La Constituyente de Beatriz González. La antesala del Salón Protocolario tiene los cuadros: Madre Superiora o La Monja de Fernando Botero, el tríptico Glorificación de Bolívar de Andrés de Santa María y Ángela cayendo de Alejandro Obregón; posteriormente se ingresa al Salón Protocolario, en donde se realiza la posesión de funcionarios del gobierno o la recepción de invitados ilustres, el cual está decorado con una bandera de Colombia tejida con lana campesina, crin y algodón. El despacho privado del presidente está decorado con los retratos de Simón Bolívar, Francisco de Paula Santander y Antonio Nariño.
El comedor principal de la Casa de Nariño es conocido como Salón Azul o Salón Patria. Está decorado con paisajes en gran tamaño de diferentes regiones de Colombia, pintadas por Antonio Barrera, y jarrones obsequiados por el gobierno de China. Posteriormente se encuentra el Salón Virreinal, en donde se destaca el retrato del virrey español Sebastián de Eslava, quien defendió a Cartagena de Indias de la invasión inglesa. El jarrón que preside el Salón Virreinal tiene un pequeño escarabajo en la base y es una pieza única elaborada en el taller Meissen de Alemania. La pequeña capilla de este salón fue construida por orden de Lorencita Villegas de Santos, y en ella oró el papa Juan Pablo II durante su visita a Colombia en 1986.
El Salón Bolívar o Salón Rojo es el espacio para reuniones especiales y celebraciones, en el cual se destaca un retrato al óleo de Simón Bolívar conocido como Bolívar viviente, elaborado por Ricardo Acevedo Bernal. El Salón Esmeralda está decorado al estilo imperio, y en él se destacan los espejos convexos y el reloj del siglo XIX que aún funciona.

## Defensa

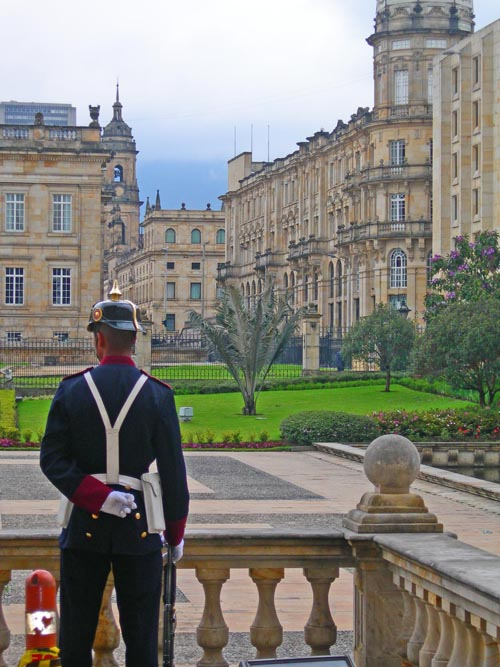
Soldado del Batallón Guardia Presidencial.

La Casa de Nariño se encuentra custodiada por el batallón de infantería número 37 Batallón Guardia Presidencial del ejército nacional, creado por el decreto del presidente Miguel Abadía Méndez del 7 de diciembre de 1927. El decreto 367 de 1928 le da el nombre actual de Batallón Guardia Presidencial y fue organizado por el teniente coronel Roberto Perea Sanclemente el 16 de agosto de 1928. Como antecedente a su fundación está la Guardia de Honor del libertador Simón Bolívar, creada en 1814.
El batallón es parte de la Quinta División del ejército (Décima Tercera Brigada), está integrado por 1400 personas: 29 oficiales, 116 suboficiales, 1189 soldados y 66 civiles; se subdivide en diversas compañías iniciando con la infantería: Córdova; Caballería: Rondón, la Ricaurte de Artillería, la Compañía Caldas de Ingenieros, en honor al sabio Francisco José de Caldas, la Compañía Fergusson, responsable de ceremonias militares y protocolarias, y finalmente el pelotón de soldados de la Casa Militar. Sus instalaciones se encuentran frente al edificio del Ministerio de Hacienda, diagonal a la Casa de Nariño; su lema es «En Defensa del Honor Hasta la Muerte».
Se recuerdan como acciones memorables del Batallón Guardia Presidencial la protección del Palacio Presidencial durante El Bogotazo (9 de abril de 1948) y durante la Toma del Palacio de Justicia (6 de noviembre de 1985).
La resolución 3446 del 17 de agosto de 1955 creó la Medalla “Guardia Presidencial”, y el decreto 1880 de 1988 reglamentó las condiciones de vinculación de sus miembros.